# Radu Filipescu

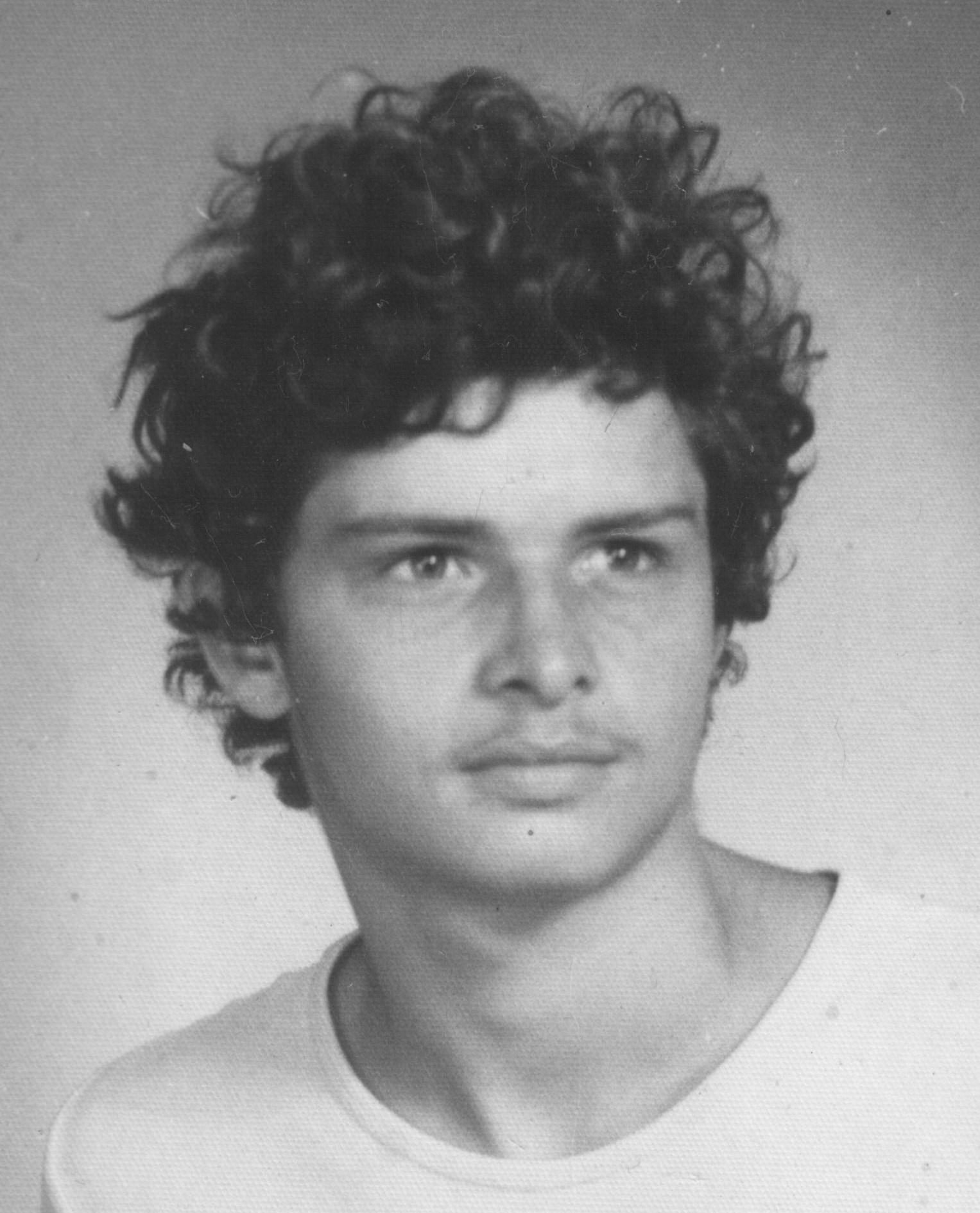
Radu Filipescu im August 1981

Radu Filipescu (* 26. Dezember 1955 in Târgu Mureș, Rumänien) ist ein ehemaliger Dissident des Antikommunistischen Widerstands in Rumänien.

## Leben

### Familie
Radu Filipescu ist der jüngste Sohn von Zorel Filipescu und Carmelita-Ileana Filipescu. Sein älterer Bruder ist Doru Filipescu, ein Orthopäde am Krankenhaus Sf. Ioan in Bukarest. Filipescu ist seit 1988 verheiratet mit Daniela Filipescu, einer Anästhesistin und Leiterin einer Intensivtherapie-Einheit im Krankenhaus CC Iliescu, ebenfalls in Bukarest. Beide haben einen Sohn, Radu-Zorel Filipescu, der am 2. Februar 1998 geboren wurde. Radu Filipescu ist der Neffe von Victor Groza, dem Bruder Petru Grozas, dem ersten Ministerpräsidenten der ersten kommunistischen Regierung Rumäniens.

### Filipescu als Dissident
Filipescu studierte von 1974 bis 1979 Elektronik an der Universität Bukarest.
Als Ausdruck seines politischen Protests gegen die neostalinistische Diktatur in der Sozialistischen Republik Rumänien unter Nicolae Ceaușescu druckte der junge Elektroingenieur Radu Filipescu zwischen Dezember 1982 und Mai 1983 im Keller seiner Eltern etwa 10.000 Flugblätter und verteilte diese zusammen mit seinem besten Freund in Bukarester Briefkästen.  Darin forderte er die Empfänger auf, ihrem Protest gegen Ceaușescu dadurch Ausdruck zu geben, indem sie am 30. Januar 1983 an einem bestimmten Ort zwei Stunden lang spazieren gehen. Dieser Protest fand jedoch nicht statt.
Der rumänische Geheimdienst Securitate wurde auf seine Aktionen aufmerksam und zog mehrere hundert zusätzliche Mitarbeiter nach Bukarest, um gezielt die Wohnblocks zu überwachen, in denen noch keine Flugblätter gefunden waren. Am 7. Mai 1983, als Filipescu vor einem Briefkasten stand und gerade seine Tasche zum Verteilen weiterer Flugblätter öffnen wollte, wurde er von der Securitate gestellt, verhaftet, fünf Monate verhört und später zu zehn Jahren Haft verurteilt. Im Dezember 1984 wurde er von Amnesty International als „Prisoner of the Month“ (deutsch Häftling des Monats) vorgestellt.

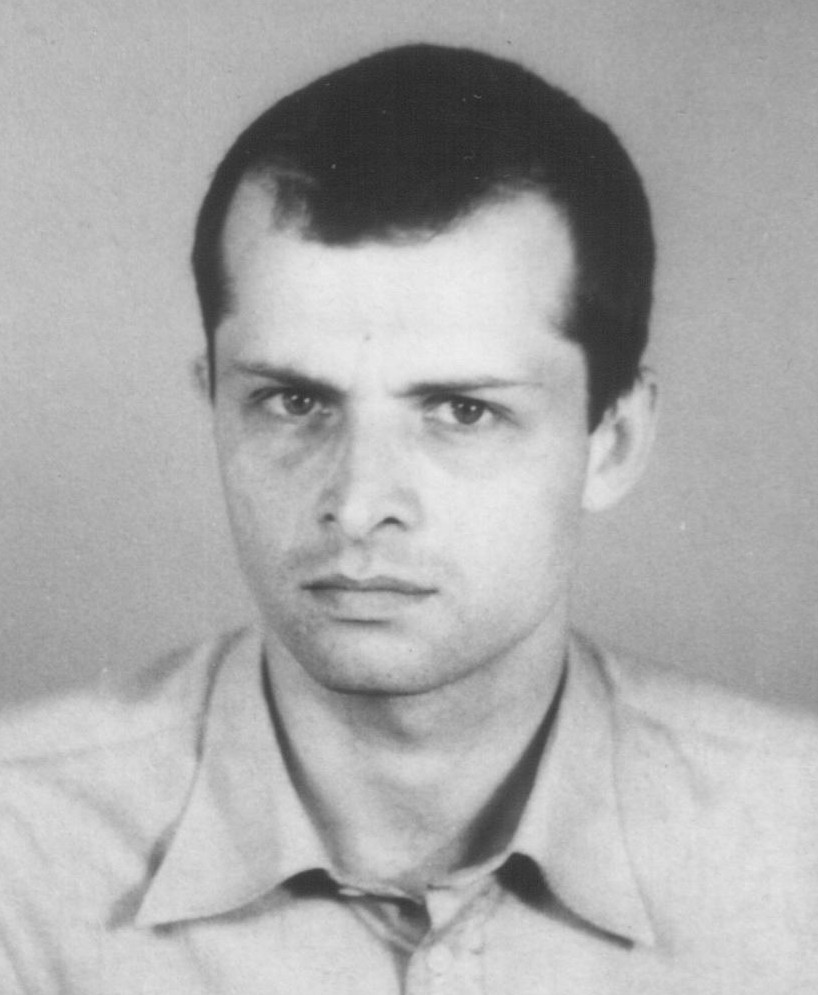
Radu Filipescu im Mai 1986

Sein Vater Zorel Filipescu, ein bekannter Arzt, versuchte kurz darauf „heimlich“ prominente Persönlichkeiten zu kontaktieren, um sie zu einer regimekritischen Aktion zu überreden, was jedoch scheiterte, ebenso wie Versuche über politische Kontakte innerhalb der Familie. Herma Kennel schrieb in Es gibt Dinge, die muss man einfach tun. Der Widerstand des jungen Radu Filipescu: „Alle Bekannten, die Dr. Filipescu ansprach, waren gegen das Regime. Aber keiner war bereit, eine konkrete Aktion mitzutragen.“ Trotzdem gelang es den Eltern Filipescus, ein Netzwerk von Freunden und Kollegen aufzubauen, die halfen, Nachrichten über ihren Sohn ins Ausland zu bringen. Nach drei Jahren Haft in den Gefängnissen von Rahova, Jilava und Aiud wurde Radu Filipescu am 18. April 1986 auf internationalen Druck von Nichtregierungsorganisationen wie der Französischen Liga für Menschenrechte, der deutschen Internationalen Gesellschaft für Menschenrechte, der Schweizer Organisation Le Pavé sowie Politikern aus Westeuropa und den Vereinigten Staaten vorzeitig entlassen.
Nach seiner Entlassung wurde Filipescu rund um die Uhr überwacht; die Securitate folgte ihm sogar beim Joggen. Filipescu: „Beim ersten Mal liefen mir dicke Beamte hinterher.“ Dann habe man ein Team von Sportlern besorgt, die ihm von nun an folgten. Als Radu Filipescu im September 1987 erneut Flugblätter mit dem Aufruf zu einem Referendum „Wer für Ceauşescu ist, soll sich am Platz des Sieges des Sozialismus treffen, wer gegen ihn ist, soll zum Platz der Einheit kommen.“ verteilte und einem französischen Fernsehteam ein Interview gab, reagierte die Securitate gereizt. Im Dezember 1987 wurde er von demselben Beamten wie beim ersten Mal verhört, diesmal aber geschlagen und misshandelt. Um seine Familie nicht zu verraten, erfand er die Geschichte von einem englischen Diplomaten, der die Nachrichten ins Ausland geschmuggelt habe. Filipescus Familie gelang es unterdessen, das Ausland informiert zu halten. Nachdem sich der damalige französische Premierminister Jacques Chirac für Filipescu und die wegen eines Interviews in derselben Fernsehsendung verhaftete Dissidentin Doina Cornea eingesetzt hatte, wurden beide (Filipescu nach 10 Tagen) freigelassen.
Im Mai 1988 versuchte Filipescu zusammen mit anderen ehemaligen politischen Gefangenen, namentlich Gheorghe Nastasescu, Philip Iulius, Iancu Marin, Carol Olteanu, Costica Purcaru, Totu Victor, eine freie Gewerkschaft mit Namen „Libertatea“ (deutsch Freiheit) zu gründen. Das Unterfangen scheiterte jedoch, da Beitrittswillige von der Securitate unter Druck gesetzt wurden, sodass eine breite Unterstützung in der Bevölkerung nicht erreicht werden konnte.
Filipescu nahm aktiv an der Rumänischen Revolution 1989 teil und wurde am Morgen des 22. Dezember 1989 im Zuge der Unruhen festgenommen, jedoch am Nachmittag wieder entlassen. In der Folge war er zeitweise Mitglied des Rates der Front zur Nationalen Rettung. Von 1990 bis 1996 erstellte er Berichte und Studien über die Situation der Menschenrechte in Rumänien und Moldawien. Zwischen 1990 und 2006 schrieb er Artikel für das Magazin Revista 22.

### Erfindungen und Firmengründung nach der Rumänischen Revolution
In seiner Tätigkeit als Elektroniker erfand Filipescu als Alternative zur Krokodilklemme die sogenannte Papageienklemme (englisch parrot clip, U.S.A. Patent 5,457,392, Europäisches Patent 0563234), für die er 1991 auf der EUREKA World fair of Inventions in Brüssel die Gold-Medaille gewann. 1992 gründete er die Firma „Parrot Invent SRL“, die sich mit der Entwicklung und Vermarktung von programmierbaren Zeitschaltuhren für Gebäudebeleuchtung und anderen patentierten Elektronikprodukten befasst.

### Mitgliedschaften
- Gründungsmitglied der „Gruppe für sozialen Dialog“ 1989, Vorsitzender 1991, 1994–2000[4][6]
- Gründungsmitglied und stellvertretender Vorsitzender des rumänischen „Helsinki Komitees“ (APADOR-CH) 1990, Vorsitzender 1991 und 1992[4][6]

### Ehrungen
- Freiheitspreis der dänischen „Poul Lauritzen Stiftung“, 1992[4]
- Im Juli 1997 erhielt Filipescu von US-Präsident Bill Clinton im Laufe seines Besuches in Rumänien ein High five.[4]

## Bewertung
Der Schriftsteller und Journalist William Totok bemerkte: „Gerade wegen der spezifischen Singularität des Ceaușescu-Systems läßt sich die Aktion Radu Filipescus nur schwer mit ähnlichen Protesthandlungen vergleichen – wie beispielsweise die der Geschwister Scholl in Nazideutschland.“ Es war nicht nur „eine, man könnte fast sagen, selbstmörderische Protestaktion eines politischen Einzelgängers, sondern auch ein Psychogramm einer zutiefst im gleichmacherischen Opportunismus erstarrten Gesellschaft, die nur noch nach den Regeln eines nüchternen Selbsterhaltungsprinzips funktioniert. Die Nichtanpassung an diese ungeschriebenen Gesetze einer Gesellschaft, die sich sozialistisch nannte, hatte für den Einzelnen dramatische Konsequenzen. Der Anpassungsdruck kam sowohl aus dem engen Kreis der Familie, der Verwandten und Freunde als auch seitens der Repräsentanten der Gesellschaft und des Staates. Dieser doppelte Druck, dem jeder auf die eine oder andere Art, mehr oder minder ausgesetzt war, hatte verheerende Folgen. Er beeinflußte das öffentliche Handeln, das Sprechen, die Auftritte. Dieser unsichtbar-sichtbare Druck produzierte Verformungen, die dem gefürchteten Repressionsapparat (der Miliz, der Securitate und der Justiz) die Arbeit erleichterten.“
Radu Filipescu sagte in einem 2013 veröffentlichten Interview: „Wenn ich meine Geschichte heute erzähle, frage ich die Leute immer, was sie nehmen würden, wenn sie wählen könnten: Drei Jahre Haft oder zehn Tage Schläge?“ […] „Das ist nicht das Problem. Das Problem ist, dass es keine Regeln gibt. Das alles passieren kann. Und das ist der Mechanismus des Terrors.“ […] „Wir haben viel erreicht. Wir sind eine demokratische Gesellschaft geworden, in der in manchen Bereichen das Gesetz regiert“.